# Валтер Нернст
Валтер Херман Нернст (на немски: Walther Hermann Nernst) е германски химик, който е известен с работата си върху термодинамиката и формулирането на теоремата на Нернст, която проправя пътя за Третия закон на термодинамиката, за което печели Нобелова награда за химия през 1920 г. Нернст допринася за установяването на физикохимията, както и за електрохимията, термодинамиката и физиката на твърдото тяло. Разработва т. нар. уравнение на Нернст през 1887 г.

## Биография

### Ранни години
Нернст е роден в Бризен, Западна Прусия (днес в Полша), син на Густав Нернст (1827 – 1888) и Отили Нергер (1833 – 1876). Баща му е съдия. Нернст има три по-големи сестри и един по-малък брат. Ходи на основно училище в Грауденц. Учи физика и математика в университетите в Цюрих, Берлин, Грац и Вюрцбург, където защитава докторат през 1887 г. През 1889 г. завършва хабилитацията си в Лайпцигския университет.

### Лични качества
За Нернст често се казва, че има механичен ум и че винаги мисли за начини да прилага новите открития в промишлеността. Обича да ловува и да ходи за риба. Алберт Айнщайн, който му е приятел, се забавлява на неговата „детска суета и самодоволство“. Неговите проучвания и лаборатория винаги показват аспекти на изключителен хаос, което неговите колеги подходящо наричат „състояние на максимална ентропия“.

### Семейна история
Нернст се жени за Ема Ломайер през 1892 г., с която имат двама сина и три дъщери. И двамата синове на Нернст загиват, сражавайки се в Първата световна война. Той е гласовит критик на Адолф Хитлер и нацизма и две от трите му дъщери се женят за евреи. След като Хитлер идва на власт, те емигрират, едната към Англия, другата към Бразилия. Нацизмът също слага край на научната кариера на Нернст. Той претърпява тежък инфаркт през 1939 г. Умира през 1941 г. и е погребан близо до Макс Планк, Ото Хан и Макс фон Лауе в Гьотинген.

### Кариера
Нернст започва да се обучава в Цюрихския университет през 1883 г., а след период в Берлинския университет се връща отново в Цюрих. Пише дипломната си работа в Грацкия университет, където е професор Лудвиг Болцман, но работи под егидата на Алберт фон Етингсхаузен. Заедно те откриват т. нар. ефект на Нернст: магнитно поле, приложено перпендикулярно на метален проводник в температурен градиент, поражда разлика в електрическия потенциал. След това се мести във Вюрцбургския университет, където защита докторска дисертация. Вилхелм Оствалд го набира за първия департамент по физикохимия в Лайпцигския университет. Нернст се премества там като асистент, работейки върху термодинамиката на тока в разтвори. След като бива повишен на лектор, той преподава за кратко в Хайделбергския университет, след което се мести в Гьотингенския университет. Три години по-късно му е предложено да стане професор в Мюнхенския университет, но за да го задържи в Прусия правителството създава катедра за него в Гьотинген. Там той пише знаменития си учебник Теоретична химия, който е преведен на английски, френски и руски. Също така извежда уравнението на Нернст за електрическия потенциал, породен от неравни концентрации на йони, отделени с мембрана, която е пропусклива за йони. Уравнението му намира широко приложение в клетъчната физиология и невробиологията. Неговият електрохимически институт е разположен в бившо имение, като семейното жилище е разположено на последния му етаж.
Лампата с нажежаема жичка по това време е слаба и скъпа, тъй като се нуждае от вакуум в крушката. Нернст изобретява радиатор с твърдо тяло с жичка от рядкоземни оксиди, който впоследствие бива наречен лампа на Нернст и все още е важен в областта на инфрачервената спектроскопия. Продължителното омово нагряване на жичката води до проводимост. Нажежаемата жичка работи най-добре при дължина на вълната от 2 до 14 микрометра. Свети ярко, но само след като е загряла. Нернст мъдро продава патента си за един милион марки, вместо да го дава под наем, тъй като малко след това е въведена волфрамовата нажежаема жичка с крушка, пълна с инертен газ. С богатството си Нернс купува през 1898 г. първия от 18-те си автомобила, които притежава през живота си и селски имот с площ над 500 хектара за ловуване. Той увеличава мощността на ранните си автомобили, носейки цилиндър с диазотен оксид, който инжектира в карбуратора. След 18 продуктивни години в Гьотинген, изучавайки осмотичното налягане и електрохимията, Нернст се премества в Берлин и получава титлата гехаймрат.
През 1905 г. предлага своята „Нова теорема за топлина“, която по-късно става известна като Трети закон на термодинамиката. Той показва, че докато температурата наближава нула, ентропията също наближава нула, докато свободната енергия на Гибс остава над нулата. Това е трудът, с който той е най-добре запомнен, тъй като позволява на химиците да определят свободните енергии (и съответно точките на равновесие) на химичните реакции от топлинни измервания. Теодор Уилям Ричардс твърди, че Нернст е откраднал идеята му, но откритието е почти универсално преписвано на Нернст. Нернст се сприятелява с Вилхелм I, който го убеждава да основе научното общество „Кейзер Вилхелм“ за напредък на науката, с първоначален капитан от 11 милиона марки. Лабораторията на Нернст открива, че при ниски температури топлинният капацитет спада значително и вероятно би изчезнал при абсолютна нула. Този спад е предсказан за течности и твърди тела в труд от 1909 г. на Айнщайн относно квантовата механика при криогенни температури. Нернст е толкова впечатлен, че пътува до Цюрих, за да се срещне с Айнщайн, който е относително непознат в Цюрих по това време, а хората говорят, че „Айнщайн трябва да е наистина умен, че големият Нернст да пътува от Берлин до Цюрих, само за да разговаря с него“. Нернст и Планк лобират за основаването на специално професорско място в Берлин, като Нернст дарява от парите си за инициативата. През 1913 г. те пътуват за Швейцария, за да убедят Айнщайн да приеме мястото, на което ще може да се отдаде на научните си трудове, без да е задължен да преподава.
През 1914 г. семейство Нернст забавляват колеги и студенти, които са довели в селското си имение, на частната си железопътна кола, когато научават за обявяването на войната. Двамата синове в семейството се записват в армията, докато баща им се записва в доброволческия шофьорски корпус. Той поддържа германската армия срещу опонентите ѝ и подписва Манифеста на 93-мата. На 21 август 1914 г. той кара документи от Берлин към немските части във Франция, напредвайки с тях в продължение на две седмици, докато започва да вижда нощните светлини на Париж. Положението се обръща с битката при Марна. Когато войната достига патово положение и преминава в окопна война, той се връща у дома. Той се свързва с полковник Макс Бауер, който е отговорен за мунициите, с идеята да закара защитните вън от окопите им, докато се използват снаряди със сълзотворен газ. Когато идеята му е изпробвана, Фриц Хабер отбелязва, че ще са нужни твърде много снаряди и че би било по-добре да се изпусне отровен облак от газ, който е по-тежък от въздуха. Нернст е награден с Железен кръст 2-ра степен. Като научен съветник в Германската имперска армия той насочва изследванията към областта на експлозивите, голяма част от които се провеждат в неговата лаборатория. След това работи по разработването на окопни минохвъргачки. Награден е с Железен кръст 1-ва степен, а по-късно и с медал Pour le Mérite. Когато главното командване започва да разглежда възможността за неограничена подводна война, той пита императора за възможност да предупреди за огромния потенциал на САЩ като съперник. Ерих Лудендорф нарича това „некомпетентни глупости“. Нернст губи двамата си сина на фронта.
През 1918 г., след като изучава фотохимия, той предлага теория за атомната верижна реакция. Според нея реакция, при която се образуват свободни атоми, които от своя страна разлагат целевите молекули на още свободни атоми, води до верижна реакция. Неговата теория е тясно свързана с природния процес на ядрено делене.
През 1920 г. Нернст и семейството му за кратко бяга в чужбина, тъй като е един от учените в списъка с военни престъпници на Антантата. По-късно същата година получава Нобелова награда за химия като признание за работата му в областта на термохимията. Избран е за ректор на Берлинския университет за 1921 – 1922 г. Той създава служба, през която да се насочват правителствени и частни финанси към млади учени, и отказва да стане посланик на САЩ. В продължение на две нещастни години той е президент на Националната физична лаборатория, където не успява да се справи със „смесицата от посредственост и бюрокрация“. През 1924 г. става директор на Института за физикохимия в Берлин. Въпреки че е описван като „напълно немузикален“, Нернст разработва електрическо пиано през 1930 г. заедно с компаниите К. Бехщайн Пианофортефабрик и Сименс АГ. Пианото използва електромагнитни клетки, които произвеждат електронно модифициран и усилен звук по същия начин като електрическа китара. Самият той става пианист. Към края на 1920-те години започва да се занимава с теорията на космически лъчи и космология.
През 1933 г. научава, че колега, с който се надява да сътрудничи, е освободен от департамента, защото е евреин. Нернст веднага отива при Хабер, за да поиска място в неговия институт, който не е контролиран от правителството, но пристигайки научава, че Хабер се мести в Англия. Скоро Нернст попада в беда за това, че е отказал да попълни правителствен формуляр относно расовия му произход. Той се оттегля от професорската си работа, но е уволнен от съвета на института „Кайзер Вилхелм“. След това заживява на село.